# 宮交バスカ

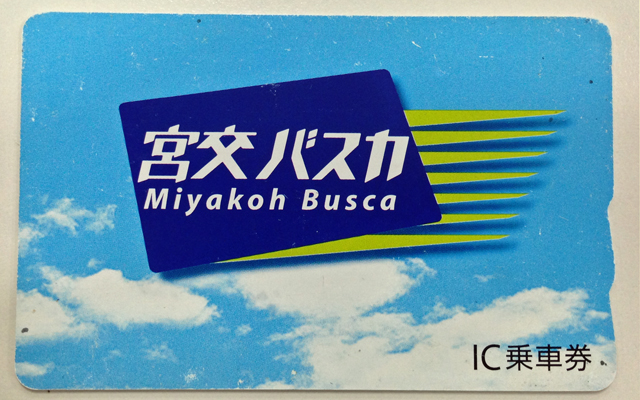
宮交バスカ（表面）

宮交バスカ（みやこうバスカ）は、宮崎交通（宮交）の路線バスで使用できたICカード式乗車カードである。2002年10月1日運用開始、2016年3月31日をもって運用終了した。宮崎交通の商標登録である。

## 概要

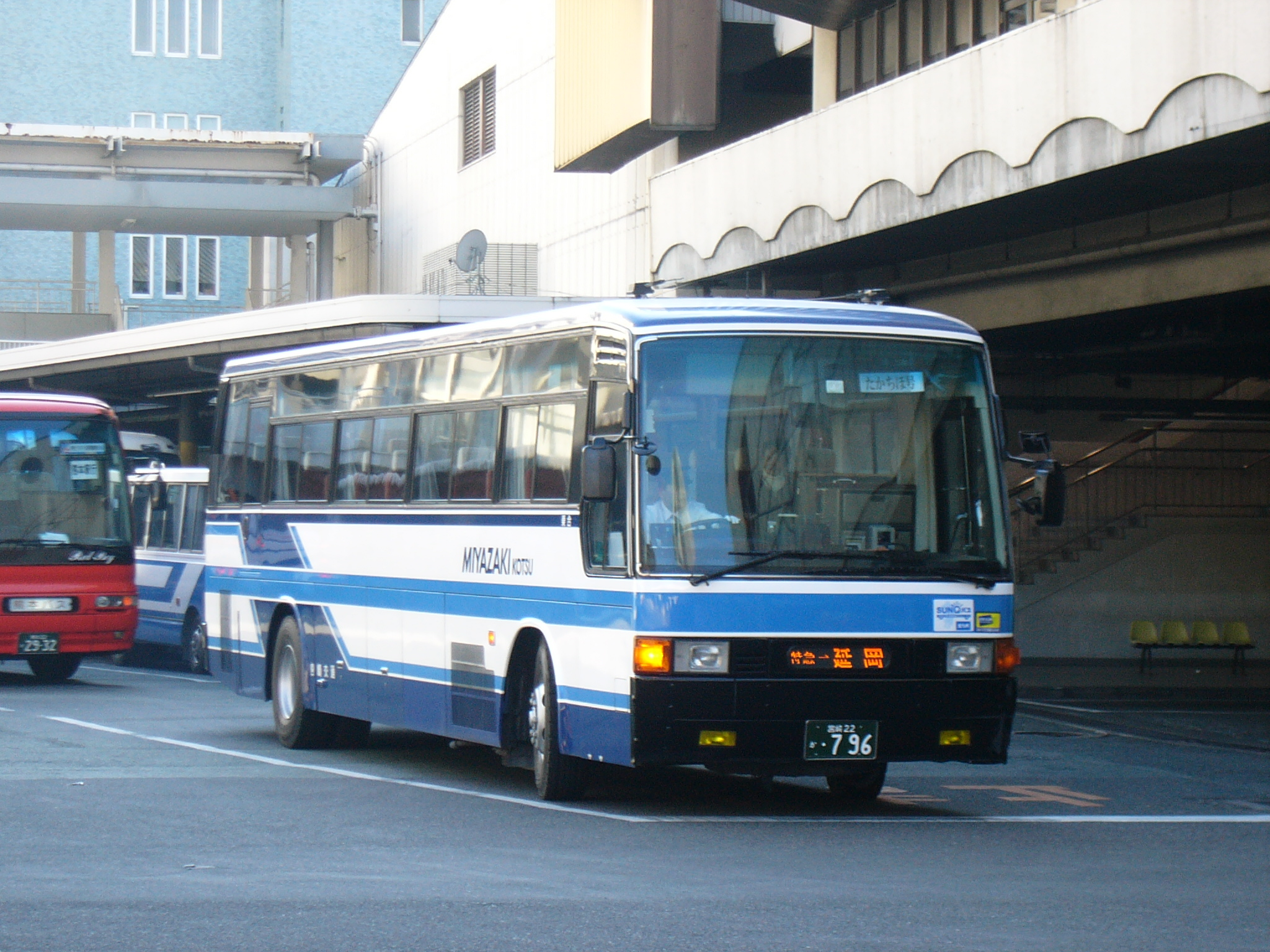
長距離バス（宮崎交通）でも宮交バスカが使えた

ICカード乗車券としては早期にあたる2002年に開始。バス専用カードとしては初めてサイバネ規格に準じたICカードとなっていて、将来の鉄道ICカードとの共通利用も視野に入れていた。いずれのICカードとも相互利用は実施されていなかったが、宮崎交通1社でほぼ全県をカバーしていることもあって、宮崎県内では普及をみせ、発行枚数は2015年5月現在で約19万枚（対県人口比約18%）。利用率は宮崎都市圏で約8割、全体で約6割となっていた。
乗車運賃の10%を「乗車ポイント」として蓄積、次の運賃チャージ時にバス利用のバリューに変換させる事で回数券時の割引率を維持していたが、原油価格高騰による燃料費の上昇等に伴い、2008年4月から3%付与に変更した。この方式では、自社バス乗車時にのみ「乗車ポイント」が付与されたので、将来の共通利用時に普通運賃での精算が可能になり、かつ回数券と同等の割引率を維持できた。このほか、乗継割引サービス・往復割引サービスも適用され、実用化に到ってはいないが、乗り換えても通しキロで運賃を計算できる「直通運賃」の適用も可能なプログラムになっていた。
宮崎交通の一般路線と県内高速路線全路線の他、延岡 - 熊本間の「あそ・たかちほ号」（宮交便のみ）でも利用できた。過去には宮崎 - 鹿児島間の｢はまゆう号｣でも使用できたが、2010年12月20日から新たに南国交通との2社共同運行となったことにより、この路線においては使用中止となった。また、同一県内路線である宮崎 - 延岡間の「ひむか号」においてもJR九州バスとの2社共同運行であるため、使用不可となっていた。
また、乗車運賃の1%を「サービスポイント」として貯めるマイレージプログラムもバス会社としては初めて採用したが、2012年3月31日をもって取り扱いを終了した。「サービスポイント」は定期乗車券の運賃にも適用することができた。
2004年11月からは、「サービスポイント」をANAのマイルに変換するサービスをANA宮崎就航・宮崎交通総代理店50周年記念で開始したが、2008年3月31日をもって提携を終了している。また、記念バスカードとして、ANAのマイレージクラブ機能に電子マネーEdyまで搭載した「AMC-Edy-宮交バスカ」も10,000枚限定発行した。
2015年11月14日より、全国相互利用と電子マネーに対応させるため、宮交バスカに代わりnimocaを導入することになった。これにより2016年3月31日をもって宮交バスカは廃止。廃止されるまで約半年間はnimoca（相互利用カード含む）と宮交バスカのどちらでも利用ができる状態であった。

## 導入事業者・利用可能区間
- 宮崎交通 - 発行事業者
  - 一般路線バス全線
  - 宮崎県内高速バス全線
  - あそ・たかちほ号（自社担当便のみ）

※臨時バスでは使えない場合があった

宮崎県内の路線バスは宮交1社でほとんどカバーされていたため、ほぼ全県のバスで利用できた。

## 発売所
- 宮崎交通（宮交）
  - 各バスセンター
  - 各支店
  - バス車内

## 種類
- 「宮交バスカ」 - 発売額は1枚3,000円（内500円がデポジット）
- 「宮交バスカ（定期券）」 - 記名人式。全ての定期券種を搭載できる。発売額は定期券の値段+デポジット500円。

## システム
「宮交バスカ（定期券）」を含めストアードフェア（SF）部分に現金チャージ（積み増し）することができた。チャージは1,000円単位となる。バス車内は1000円、3000円、5000円のみ。但し、10,000円の車内チャージは5,000円で2回などの対応は可能。1回の乗車に付き、乗車時と降車時の各1回それぞれのカードリーダーに触れることで運賃額を引き去っていた（定期券の場合は乗車処理）。定期券機能で区間外に乗り越した場合もSF部分で自動精算できた。